# 富士マリンプール
富士マリンプール（ふじマリンプール）は、公益財団法人富士市振興公社が管理する市民プール。正式名称は砂山公園富士マリンプール。開設期間は毎年6月最後の土曜から9月最初の日曜まで。
東海道本線吉原駅・東田子の浦駅の中間に位置している。両駅からは富士急静岡バスによってアクセスできる。

## 施設

### ウォータースライダー
- ストレートスライダー 長さ：30m 高さ：7m（3連）

### 子どもプール・さざ波・せせらぎ
- 子どもプール 水面積：538m2 水深：0.4 - 0.5m
- さざ波 水面積：614m2 水深：0.6 - 1.2m　波高：0.1 - 0.5m
- せせらぎ 水面積：55m2 水深：0.05 - 0.15m

### 流水プール・芝生ビーチ・レストコーナー
- 流水プール 水面積：1,725m2 水深：0.6 - 1.0m　巾：5m　延長：340m（流速1.0m/s）
- 芝生ビーチ
- レストコーナー

### 管理棟・駐車場
- 管理棟
建築面積：1,586m2 延床面積：2,166m2（1階1,252m2 2階762m2 3階151m2）
構造：鉄筋コンクリート造一部鉄骨造3階建　ロッカー：男女各1,000個
- 駐車場 - 駐車台数：660台

## 営業時間
- 営業時間：9時から17時まで（遊泳時間は16時45分まで）

## 歴史
- 1996年（平成8年） 6月15日 - 砂山公園富士マリンプールがオープン
- 2001年（平成13年）8月16日 - 入場者数100万人突破
- 2014年（平成26年）3月22日 - 塩害による支柱の劣化で、ボディスライダー、チューブスライダーの2種の、ウォータースライダーを撤去。尚現在の時点での新アトラクションの建設は未定。

## 所在地
- 静岡県富士市田中新田275-9